# Screenshot

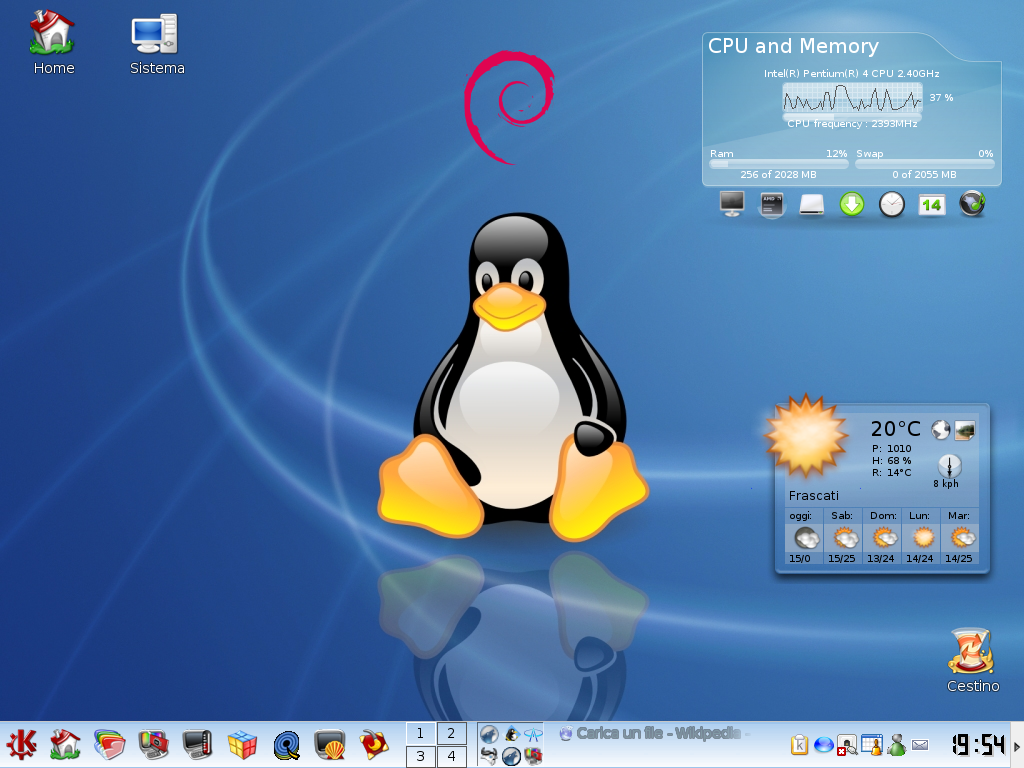
Schermata di KDE su Debian

Uno screenshot (da screen, "schermo", e shot, "scatto fotografico"), in italiano schermata o cattura dello schermo (anche videata, istantanea o immagine dello schermo), è un'immagine corrispondente a ciò che viene visualizzato in un determinato istante sullo schermo di un monitor, di un televisore o di un qualunque dispositivo video. L'immagine diventa schermata quando viene copiata e salvata come file o altro oggetto indipendente dal video originale, e può rappresentare anche solo una porzione dello schermo.
Il primo uso noto del termine screenshot risale al 1983 ed è attribuito al giornalista Bill Kunkel.

## Utilizzo
L'utilizzo è comune nell'informatica. Spesso le immagini delle schermate del software vengono usate per illustrare manuali di installazione e guide d'uso per gli utenti, in modo che questi possano verificare la correttezza delle loro operazioni confrontando ciò che vedono sullo schermo con quanto previsto nelle istruzioni. Poiché la cattura dello schermo viene eseguita alla risoluzione del monitor (quindi i pixel che compongono la schermata sono gli stessi che compongono l'area dello schermo), l'immagine catturata non è di per sé adatta alle pubblicazioni editoriali che necessitano invece di foto ad alta definizione. Per questo motivo la cattura finalizzata alla produzione editoriale può avvenire in due modi:
1. utilizzando un software che permette di definire i dpi dell'immagine alla cattura;
2. utilizzando metodi alternativi puramente fotografici.

## Metodi di cattura
I moderni sistemi informatici danno normalmente la possibilità di effettuare la cattura in ogni situazione, ad esempio tramite il tasto Stampa schermo. In altri dispositivi video, come il semplice televisore o un proiettore, la cattura non può essere realizzata in maniera così immediata. Anche molti computer del passato, spesso privi di multitasking, non davano normalmente la possibilità di salvare schermata. Occorre perciò utilizzare la fotografia: tuttavia in questo caso devono essere utilizzati degli apparecchi fotografici specifici o calibrati in modo da non rilevare il ricaricamento (in inglese refresh) del video (le classiche linee orizzontali). Ad esempio la Kodak negli anni '80 produsse l'attrezzatura fotografica Instagraphic CRT, comprendente un cono con adattatori di diverse dimensioni da appoggiare direttamente sui tipici schermi a tubo catodico dei computer dell'epoca.

## Strumenti esterni
- Bandicam
- Bontq
- Grabilla
- Greenshot
- Gyazo
- IrfanView
- Jing
- KSnapshot
- Lightscreen
- Microsoft OneNote
- Microsoft Word
- Mirillis Action!
- Monosnap
- PrintKey 2000
- Scrot
- ShareX
- Shotty
- Snagit
- Snapz Pro X
- Softario Captus
- Usersnap
- VVCap
- Window Clippings
- Xfire
- XnView
- Xwd

## Videate e legislazione
Quando la videata riguarda un prodotto coperto da copyright (ad esempio un film o un software), essa stessa potrebbe godere della stessa protezione, analogamente alla pagina di un libro. Ogni Paese ha le sue direttive interne, ma negli Stati Uniti d'America la pubblicazione di schermate è considerata fair use, cioè di libero utilizzo se impiegato nell'ambito di:
- critica e commento;
- informazione e divulgazione;
- insegnamento;
- ricerca.

In rari casi le aziende ricorrono al Trusted Computing per impedire le schermate dei propri prodotti. In Italia l'utilizzo di schermate non è invece affrontato a livello giuridico.